# Parc national de Kings Canyon
Le parc national de Kings Canyon (en anglais Kings Canyon National Park) est un parc national américain situé dans la Sierra Nevada en Californie. Il a été créé à l'origine en 1890 sous le nom de parc du General Grant, et a acquis le statut de parc national et son nom actuel sur décision du Congrès des États-Unis en 1940. Sa superficie est de 1869 km². Il fait partie avec le parc national de Sequoia, situé au nord et contigu, de la réserve de biosphère de Sequoia et Kings Canyon, reconnue en 1976 par l'UNESCO,. Il est géré conjointement avec le parc national de Sequoia par le National Park Service.

## Géographie
Le lieu ayant donné son nom au parc, Kings Canyon, est une vallée accidentée de granite creusée par les glaciers et la Kings River. Avec plus de 1200 mètres de profondeur, il est l'un des plus profonds canyons du pays. D’autres caractéristiques naturelles comprennent plusieurs sommets de 4 300 m, des prairies de haute montagne, des rivières rapides et certains des plus grands peuplements de séquoias géants du monde.
Le parc national de Kings Canyon, situé sur le versant ouest de la Sierra Nevada à l'est de la vallée de San Joaquin, est divisé en deux sections distinctes. La section ouest, plus petite et plus ancienne, se concentre autour de Grant Grove - qui abrite de nombreux séquoias du parc (dont le General Grant, 2ème plus gros arbre au monde par son volume) et possède la plupart des installations pour les visiteurs. La section orientale, plus vaste, représentant la majorité de la superficie du parc, est presque entièrement sauvage et contient les canyons profonds des fourches moyenne et sud de la rivière Kings.
Le parc n’a pas de chutes d’eau aussi hautes et spectaculaires que celles de Yosemite, mais compte tout de même plusieurs cascades puissantes mais courtes : Mist Falls, Roaring River Falls et Grizzly Falls dans la région de Cedar Grove. L’arrière-pays abrite des chutes beaucoup plus hautes : Silver Spray Falls dans la vallée de Tehipite a une hauteur de 23 mètres en plusieurs niveaux.
Le glacier Palisade, le plus grand de la Sierra, est situé près de la limite du parc, dans la John Muir Wilderness Area. Les glaciers du parc fondent maintenant rapidement en raison de l’augmentation des températures et pourraient disparaître complètement d’ici quelques décennies.

## Flore
Plus de 1 200 espèces de plantes se trouvent dans les parcs Kings Canyon et Sequoia, ce qui représente environ 20% de toutes les espèces végétales de l'État. En 1976, Kings Canyon a été désigné par l'UNESCO comme faisant partie de la réserve de biosphère Sequoia-Kings Canyon,.
En raison de la grande diversité d'altitudes, le parc est caractérisé par plusieurs communautés végétales importantes. Aux altitudes les plus basses, le parc touche la zone de contreforts de la Sierra assez sèche qui se compose principalement de chaparral, de broussailles et d'arbustes. Des chênes, des sycomores, des saules et divers feuillus se trouvent souvent le long des ruisseaux et des sources à des altitudes plus basses.
À moyenne altitude, la majeure partie du parc est constituée de forêts mixtes de conifères montagnardes : pin ponderosa, calocèdre, sapin blanc, pin à sucre et des bosquets dispersés de séquoias géants prévalent dans des régions telles que Cedar Grove et les pentes à moyenne altitude autour de Grant Grove. À Kings Canyon, qui s'étend presque entièrement d'est en ouest, il y a une différence marquée entre le mur nord - qui est plus chaud et plus sec en raison de l'exposition au soleil - et le mur sud plus frais et ombragé qui est plus fortement boisé. Plus haut, à l'approche de la zone subalpine, on trouve de plus en plus de sapins rouges et de pins tordus ; le pin à écorce blanche, la pruche des montagnes et le pin sétaire dominent dans les zones proches de la limite des arbres. Au total, 81 920 ha de forêts anciennes sont partagées entre les parcs nationaux Sequoia et Kings Canyon.
Bien que son parc sœur au sud, Sequoia National Park, soit mieux connu pour ses séquoias géants, Kings Canyon possède également de grands peuplements de séquoias - dont le Général Grant, le deuxième plus grand arbre sur Terre, au milieu de General Grant Grove. Le Redwood Mountain Grove, situé à une courte distance plus au sud, est le plus grand bosquet de séquoias survivant au monde, couvrant plus de 1 000 ha ; il contient également le plus haut séquoia connu, à 95 mètres.
Dans le haut pays alpin, les communautés végétales sont principalement des prairies, alpages, des herbes et des arbustes avec quelques bosquets épars de pins.

## Faune
Les forêts fournissent un habitat à de nombreuses espèces de mammifères telles que le cerf mulet, le mouflon de Sierra Nevada, les pumas de montagne et les ours noirs, ainsi qu'une diversité d'espèces d'oiseaux et de reptiles. Le Service des parcs participe à la restauration de la population de mouflons d'Amérique, qui sont considérés comme menacés dans la région ; en 2014, plusieurs mouflons ont été relâchés dans la région de Sequoia-Kings Canyon. Les grizzlis erraient également à l'origine dans le parc, mais ont été chassés jusqu'à l'extinction au début des années 1900. Les fourches de la rivière Kings à ces altitudes moyennes et inférieures sont également bien connues pour leur truite sauvage ; la Kings River est connue comme « une des meilleures pêcheries de truites de grande taille de l'état ».
Les talus abritent de petits mammifères comme les pikas et les marmottes à ventre jaune. Les oiseaux tels que les pinsons à couronne grise et les pipits d'Amérique et les espèces d'amphibiens sensibles comme les grenouilles à pattes jaunes des montagnes et les crapauds Yosemite se nourrissent d'insectes près des lacs alpins et des zones humides. Des animaux plus gros comme les ours peuvent s'aventurer dans la zone alpine à la recherche de nourriture (un comportement désormais exacerbé par une mauvaise élimination des déchets par les campeurs), mais n'y hivernent pas.

## Histoire
Le parc national General Grant a été créé à l’origine en 1890 pour protéger une petite zone de séquoias géants de l’exploitation forestière, dont le fameux General Grant Tree. Ce n’est qu’à la première visite de John Muir en 1873 que Kings Canyon a commencé à attirer l’attention du public. Muir était ravi de la similitude du canyon avec la vallée de Yosemite, car cela renforçait sa théorie selon laquelle les vallées ont été creusées par des glaciers massifs au cours de la dernière période glaciaire,. Bien que les visites de John Muir aient attiré l’attention du public sur l’immense zone sauvage à l’est, il a fallu plus de cinquante ans pour que le reste de Kings Canyon soit désigné parc national en 1940. Des groupes environnementaux, des visiteurs du parc et de nombreux politiciens locaux souhaitaient que la zone soit préservée. Cependant, les intérêts du développement économique voulaient construire des barrages hydroélectriques dans le canyon. Même après que le président Franklin D. Roosevelt ait agrandi le parc en 1940, la lutte s’est poursuivie jusqu’en 1965, lorsque les sites des barrages de Cedar Grove et de Tehipite Valley ont finalement été annexés au parc, lui donnant sa taille actuelle.
À mesure que le nombre de visiteurs augmentait après la Seconde Guerre mondiale, d’autres débats ont eu lieu sur la question de savoir si le parc devait être aménagé en tant que centre de villégiature touristique ou conservé en tant qu’environnement plus naturel limité à des loisirs plus simples tels que la randonnée et le camping. En fin de compte, le lobby de la préservation a prévalu et aujourd’hui, le parc n’a que des services et des hébergements limités malgré sa taille. Pour cette raison, et le manque d’accès routier à la majeure partie du parc, Kings Canyon reste le moins visité des grands parcs de la Sierra, avec un peu moins de 700 000 visiteurs en 2017 contre 1,3 million de visiteurs à Sequoia et plus de 4 millions à Yosemite.

## Galerie

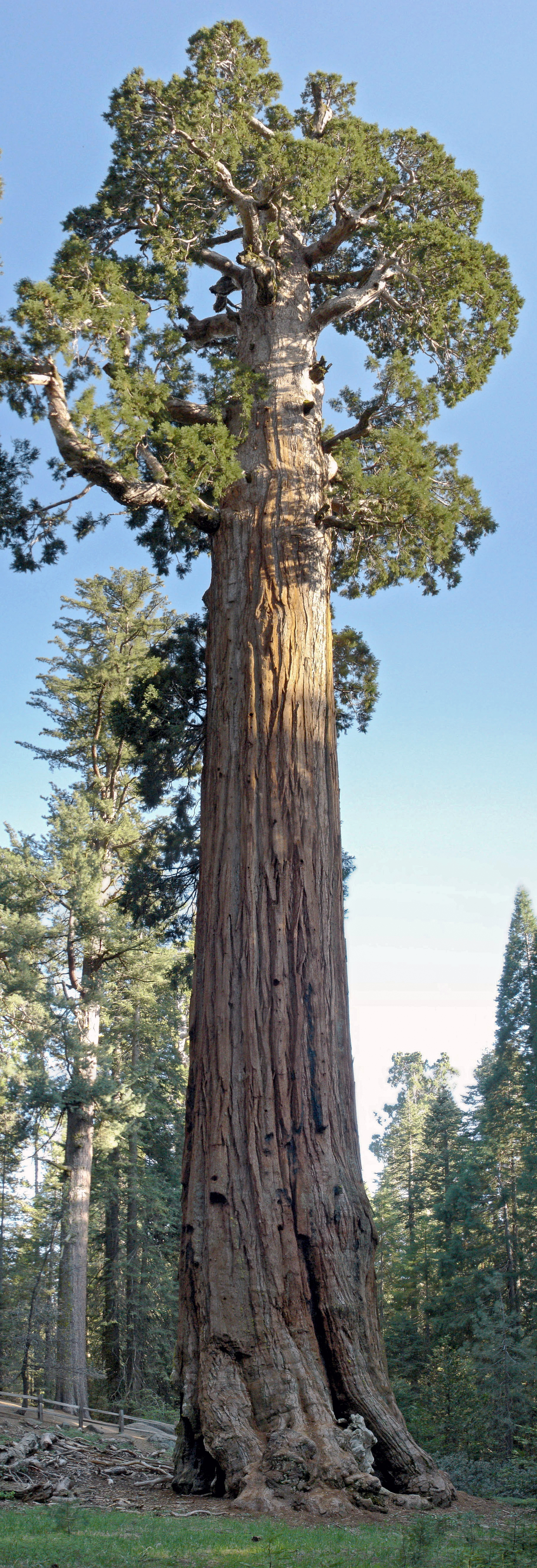
General Sherman
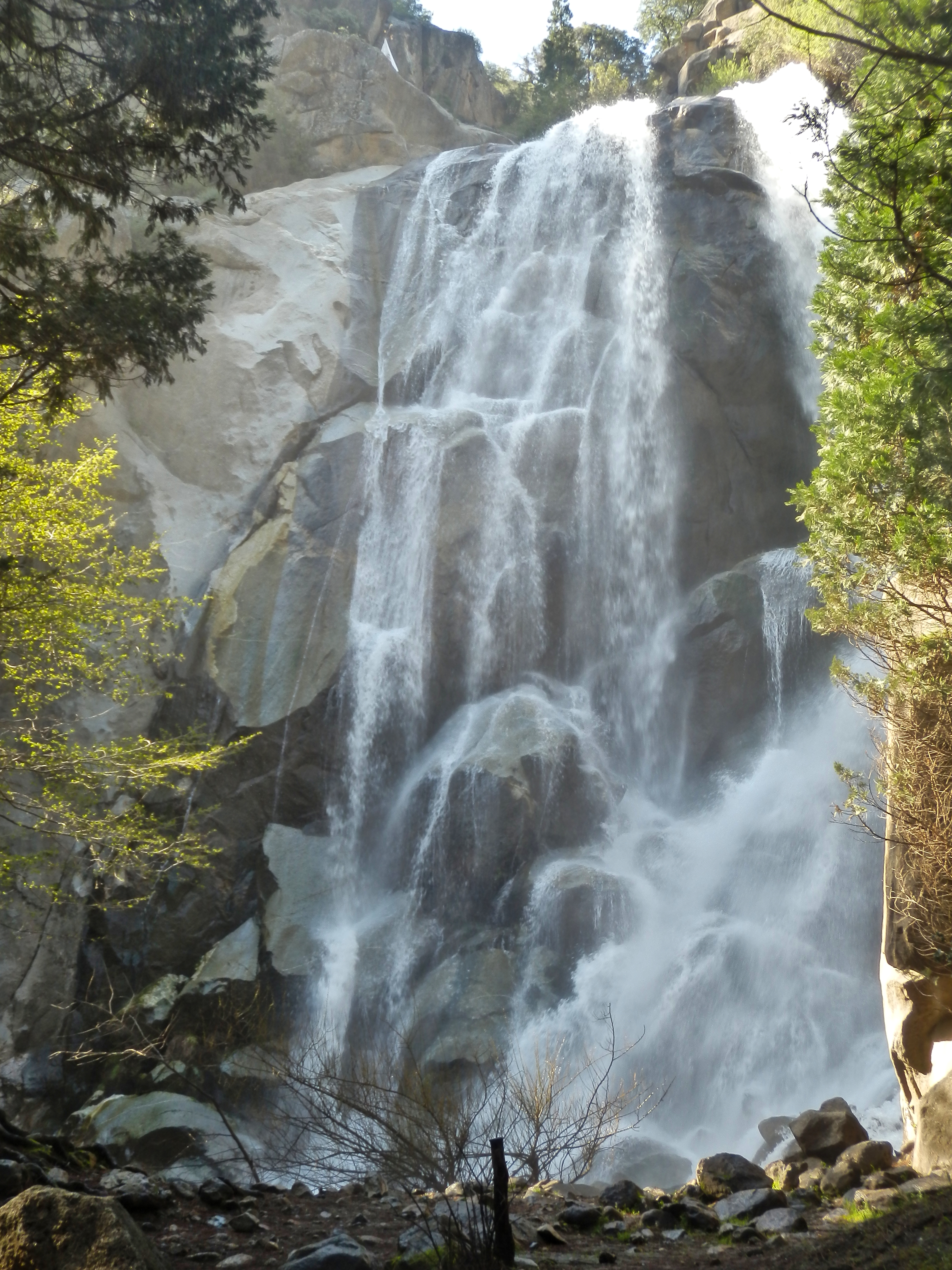
Cascade
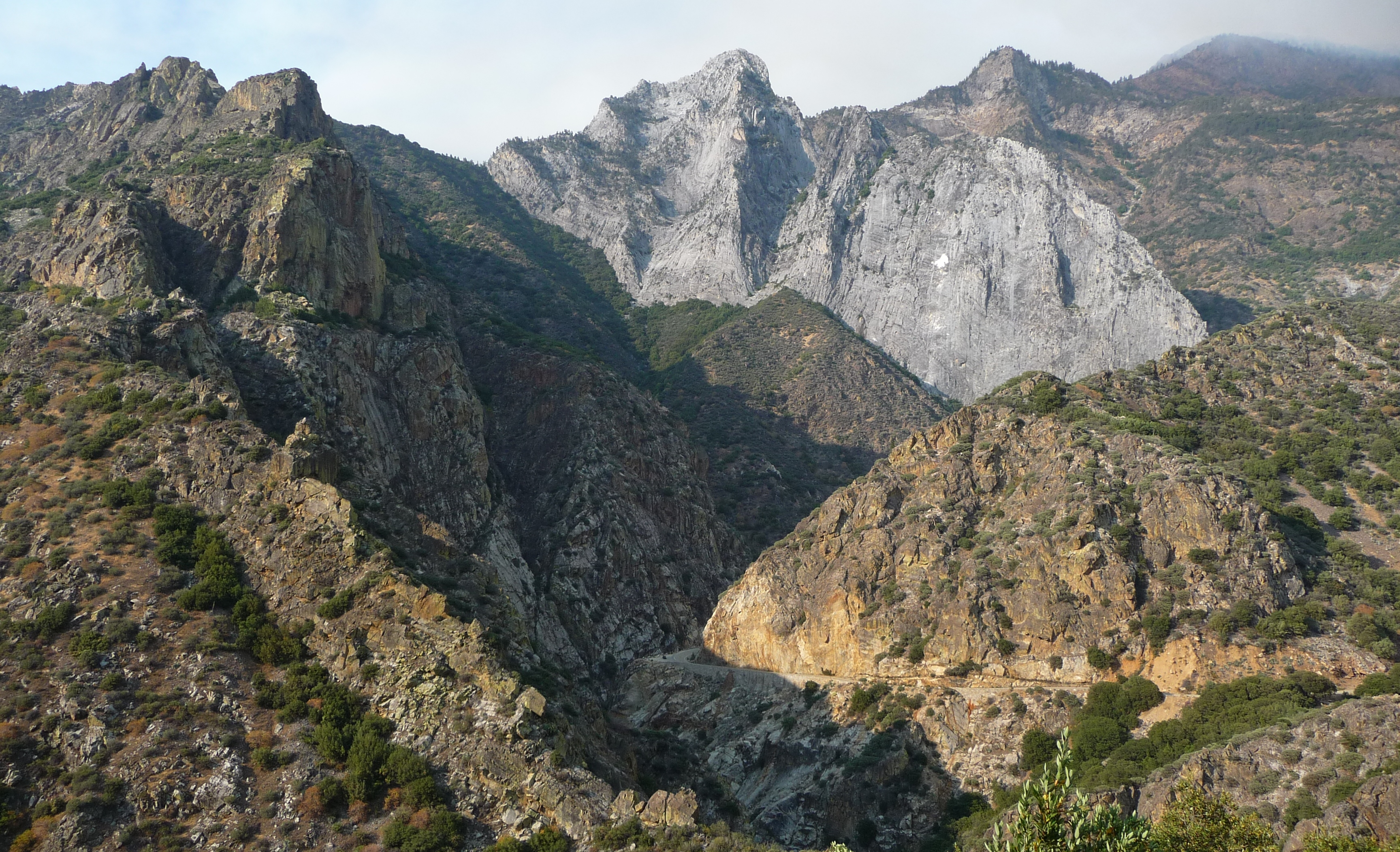
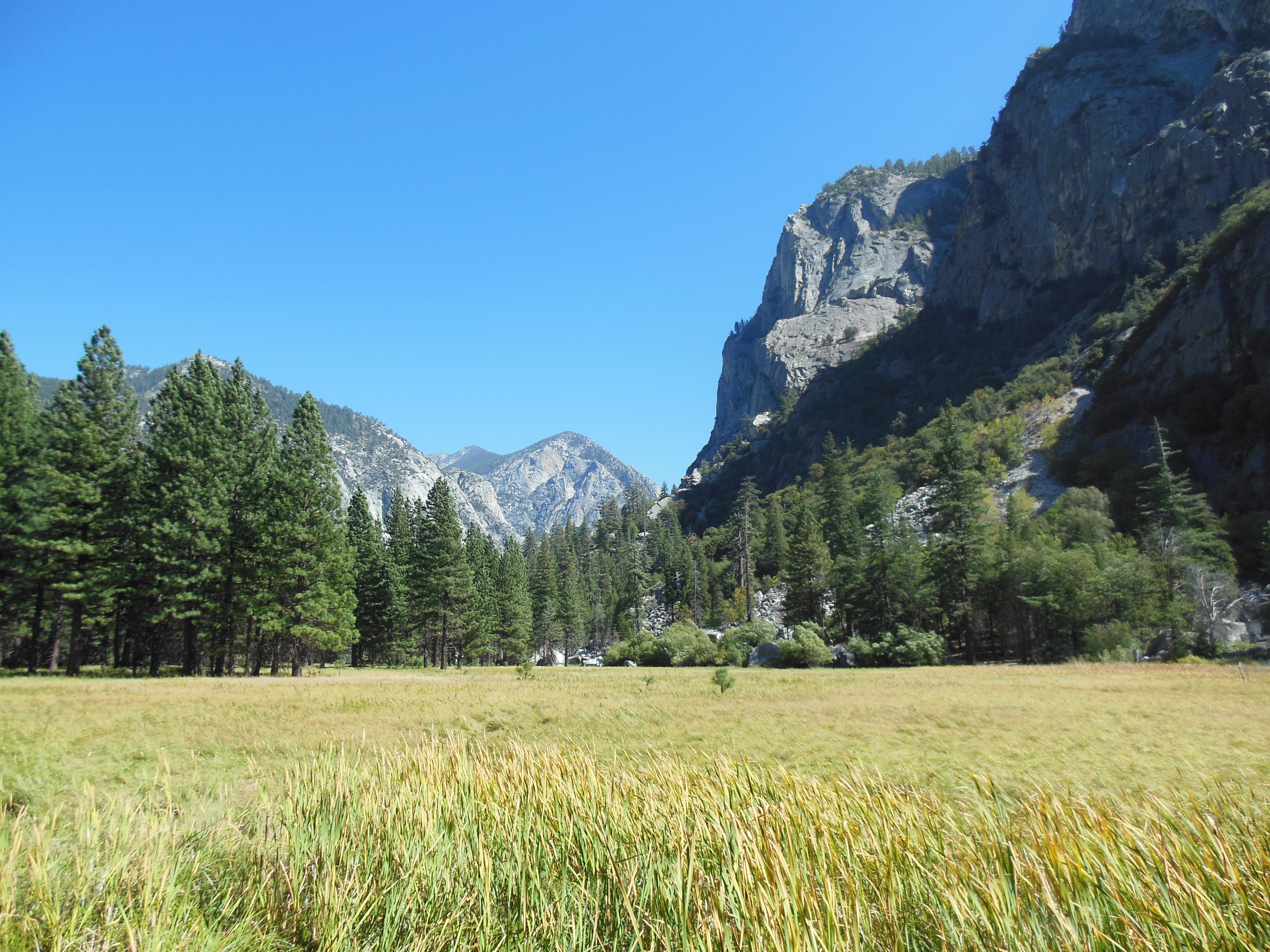
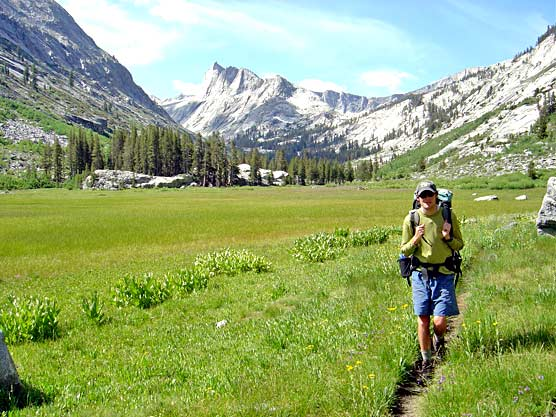
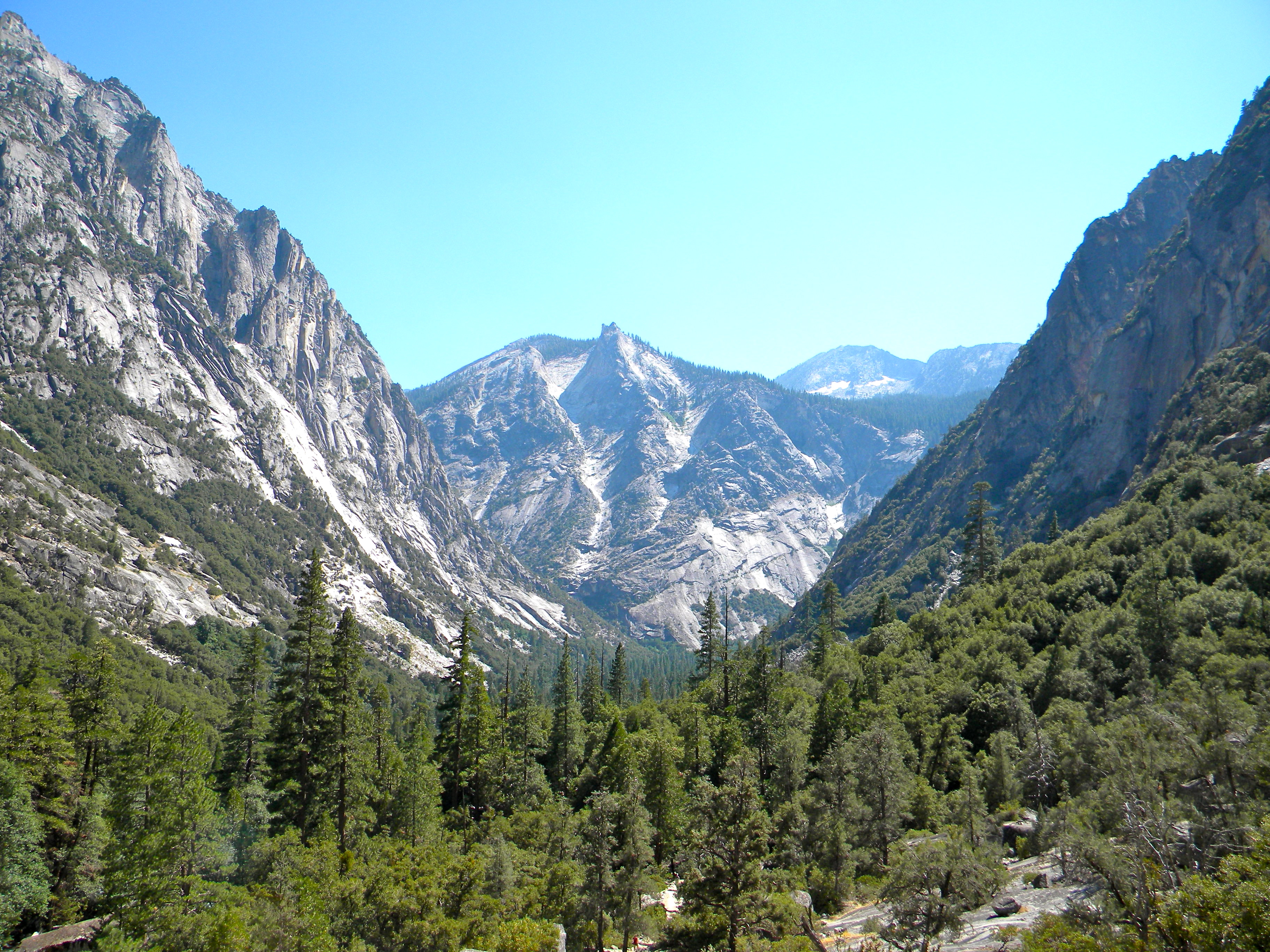
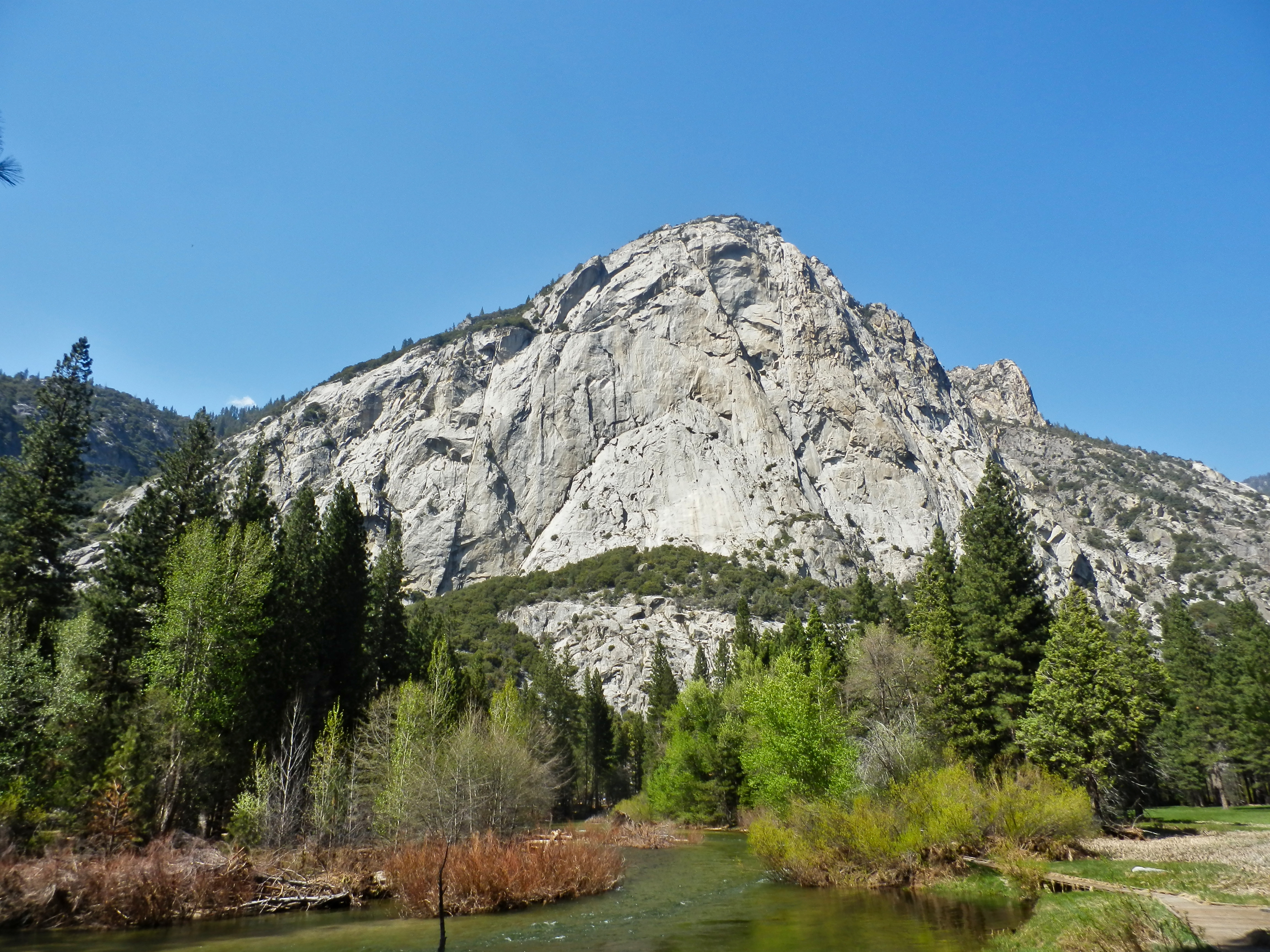